# بريون القطب الجنوبي
بريون القطب الجنوبي (الاسم العلمي: Pachyptila desolata) هو نوع من فصيلة طيور بترل.